# James Hoggan
Pour les articles homonymes, voir Hoggan.
James Hoggan (né le 10 octobre 1946) est un écrivain, consultant en relations publiques et environnementaliste canadien. 

## Biographie
Il fonde sa société de relations publiques. qu'il nomme d'après lui Hoggan & Associates en 1972. Il est membre honoraire du conseil d'administration de la Fondation David Suzuki (en) et dirige la branche canadienne du The Climate Project (en) d'Al Gore.

## Publications
- Do the Right Thing: PR Tips for a Skeptical Public, avec Richard Littlemore, Capital Books, 2009, 182 p.  (ISBN 1933102861)
- Climate Cover-Up - The Crusade to Deny Global Warming, avec Richard Littlemore, Greystone Books, 2009,  (ISBN 1553654854)
- I'm Right, and You're an Idiot: The Toxic State of Public Discourse and How to Clean It Up, New Society Publishers, 2016, 272 p.[3]